# William C. Lantaff

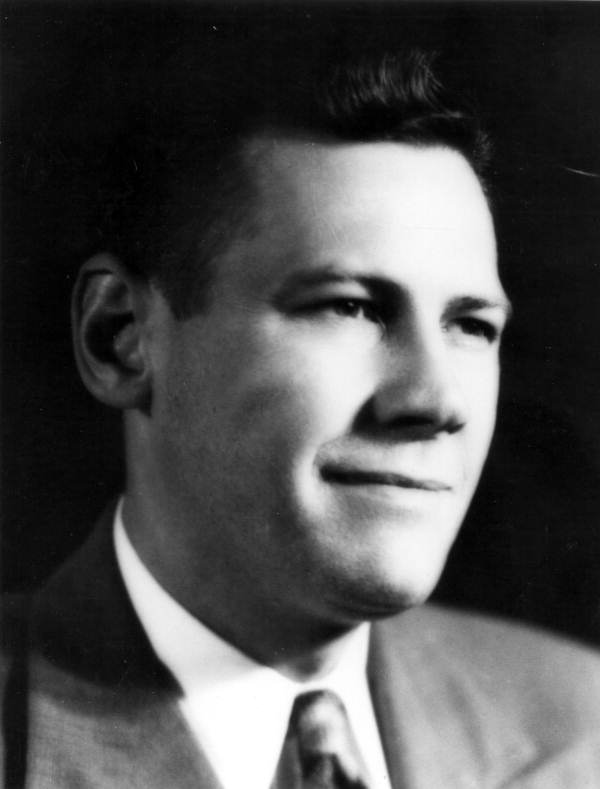
William C. Lantaff (1963)

William Courtland Lantaff (* 31. Juli 1913 in Buffalo, New York; † 28. Januar 1970 in Miami, Florida) war ein US-amerikanischer Politiker. Zwischen 1951 und 1955 vertrat er den Bundesstaat Florida im US-Repräsentantenhaus.

## Werdegang
Im Jahr 1921 kam William Lantaff nach Jacksonville in Florida. 1929 zog er nach Miami, wo er bis 1935 an der University of Miami studierte. Nach einem anschließenden Jurastudium am College of Law dieser Universität und seiner 1936 erfolgten Zulassung als Rechtsanwalt begann er in Miami in seinem neuen Beruf zu arbeiten. In den Jahren 1939 und 1940 war er dort städtischer Richter. Während des Zweiten Weltkrieges diente er zunächst als Offizier der Nationalgarde von Florida. Später war er Oberstleutnant beim Nachrichtendienst im Stab des Kriegsministeriums. Im Herbst 1950 wurde er für drei Monate als Soldat reaktiviert.
Politisch war Lantaff Mitglied der Demokratischen Partei. Zwischen 1947 und 1950 saß er als Abgeordneter im Repräsentantenhaus von Florida. Bei den Kongresswahlen des Jahres 1950 wurde er im vierten Wahlbezirk von Florida in das US-Repräsentantenhaus in Washington, D.C. gewählt, wo er am 3. Januar 1951 die Nachfolge von George Smathers antrat. Nach einer Wiederwahl im Jahr 1952 konnte er bis zum 3. Januar 1955 zwei Legislaturperioden im Kongress absolvieren. Diese waren von den Ereignissen des Koreakrieges geprägt.
1954 verzichtete Lantaff auf eine weitere Kongresskandidatur. Nach seinem Ausscheiden aus dem US-Repräsentantenhaus arbeitete er wieder als Anwalt. Darüber hinaus wurde er in verschiedenen anderen Branchen geschäftlich tätig. So war er unter anderem im Bankgewerbe und in der Werbung engagiert. In den Jahren 1956 und 1960 war er Delegierter zu den jeweiligen Democratic National Conventions. Er starb am 28. Januar 1970 in Miami, wo er auch beigesetzt wurde.